# 宝塚サニー新体操クラブ
宝塚サニー新体操クラブ（たからづかサニーしんたいそうクラブ）は、兵庫県宝塚市にある新体操クラブチーム。アテネオリンピック新体操の日本代表、村田由香里を選出してきた強豪新体操クラブチームである。

## 沿革
- 1984年 宝塚少女リズム運動クラブ
- 1985年 宝塚サニー新体操クラブ

## 表彰
- 日本体操協会「優秀選手賞」
- 社会体育優秀団体「文部大臣賞」
- 大阪オリンピック招致国際大会イベント参加 大阪市長「感謝状」